# Conirostrum rufum
Figuinha-de-sobrancelha-ruiva (Conirostrum rufum) é uma espécie de ave da família Fringillidae.
Pode ser encontrada nos seguintes países: Colômbia e Venezuela.
Os seus habitats naturais são regiões subtropicais ou tropicais húmidas de alta altitude e matagal tropical ou subtropical de alta altitude.